# Hahnia pusilla
Hahnia pusilla là một loài nhện trong họ Hahniidae.
Loài này thuộc chi Hahnia. Hahnia pusilla được miêu tả năm 1841 bởi Carl Ludwig Koch.